# (302542) Tilmann
(302542) Tilmann est un astéroïde de la ceinture principale.

## Description
(302542) Tilmann est un astéroïde de la ceinture principale. Il fut découvert le 5 juillet 2002 à l'observatoire Palomar par Maik Meyer. Il présente une orbite caractérisée par un demi-grand axe de 2,60 UA, une excentricité de 0,22 et une inclinaison de 3,0° par rapport à l'écliptique.

## Compléments